# Marc Albrighton
Nezaměňovat s anglickým fotbalistou s podobným jménem Mark Albrighton (* 1976).
Marc Kevin Albrighton (* 18. listopadu 1989 Tamworth) je anglický profesionální fotbalista, který hraje na pozici křídelníka za anglický klub West Bromwich Albion FC, kde je na hostování z Leicesteru City.

## Klubová kariéra
V sezóně 2015/16 získal s Leicesterem City premiérový titul klubu v anglické nejvyšší lize. V sezóně 2020/21 vyhrál s Leicesterem i FA Cup.

## Reprezentační kariéra
Albrighton hrál v anglických mládežnických výběrech U20 a U21.

## Statistiky
K 20. říjnu 2021
| Klub                   | Sezóna  | Liga           | Liga   | Liga | FA Cup | FA Cup | EFL Cup | EFL Cup | Evropské poháry | Evropské poháry | Ostatní | Ostatní | Celkem | Celkem |
| Klub                   | Sezóna  | Liga           | Zápasy | Góly | Zápasy | Góly   | Zápasy  | Góly    | Zápasy          | Góly            | Zápasy  | Góly    | Zápasy | Góly   |
| ---------------------- | ------- | -------------- | ------ | ---- | ------ | ------ | ------- | ------- | --------------- | --------------- | ------- | ------- | ------ | ------ |
| Aston Villa            | 2008/09 | Premier League | 0      | 0    | 0      | 0      | 0       | 0       | 1               | 0               | —       | —       | 1      | 0      |
| Aston Villa            | 2009/10 | Premier League | 3      | 0    | 1      | 0      | 1       | 0       | 1               | 0               | —       | —       | 6      | 0      |
| Aston Villa            | 2010/11 | Premier League | 29     | 5    | 2      | 1      | 1       | 0       | 1               | 0               | —       | —       | 33     | 6      |
| Aston Villa            | 2011/12 | Premier League | 26     | 2    | 1      | 1      | 2       | 0       | —               | —               | —       | —       | 29     | 3      |
| Aston Villa            | 2012/13 | Premier League | 9      | 0    | 1      | 0      | 1       | 0       | —               | —               | —       | —       | 11     | 0      |
| Aston Villa            | 2013/14 | Premier League | 19     | 0    | 1      | 0      | 1       | 0       | —               | —               | —       | —       | 21     | 0      |
| Aston Villa            | Celkem  | Celkem         | 86     | 7    | 6      | 2      | 6       | 0       | 3               | 0               | 0       | 0       | 101    | 9      |
| Wigan Athletic (host.) | 2013/14 | Championship   | 4      | 0    | —      | —      | —       | —       | —               | —               | —       | —       | 4      | 0      |
| Leicester City         | 2014/15 | Premier League | 18     | 2    | 2      | 0      | 0       | 0       | —               | —               | —       | —       | 20     | 2      |
| Leicester City         | 2015/16 | Premier League | 38     | 2    | 2      | 0      | 2       | 0       | —               | —               | —       | —       | 42     | 2      |
| Leicester City         | 2016/17 | Premier League | 33     | 2    | 4      | 0      | 0       | 0       | 9               | 2               | 1       | 0       | 47     | 4      |
| Leicester City         | 2017/18 | Premier League | 34     | 2    | 5      | 0      | 3       | 0       | —               | —               | —       | —       | 42     | 2      |
| Leicester City         | 2018/19 | Premier League | 27     | 2    | 1      | 0      | 4       | 1       | —               | —               | —       | —       | 32     | 3      |
| Leicester City         | 2019/20 | Premier League | 20     | 0    | 4      | 0      | 4       | 0       | —               | —               | —       | —       | 28     | 0      |
| Leicester City         | 2020/21 | Premier League | 31     | 1    | 5      | 1      | 1       | 0       | 5               | 0               | —       | —       | 42     | 2      |
| Leicester City         | 2021/22 | Premier League | 3      | 1    | 0      | 0      | 1       | 0       | 1               | 0               | 1       | 0       | 6      | 1      |
| Leicester City         | Celkem  | Celkem         | 204    | 12   | 23     | 1      | 15      | 1       | 15              | 2               | 2       | 0       | 259    | 16     |
| Celkem                 | Celkem  | Celkem         | 294    | 19   | 29     | 3      | 21      | 1       | 18              | 2               | 2       | 0       | 364    | 25     |